# Verstuiking

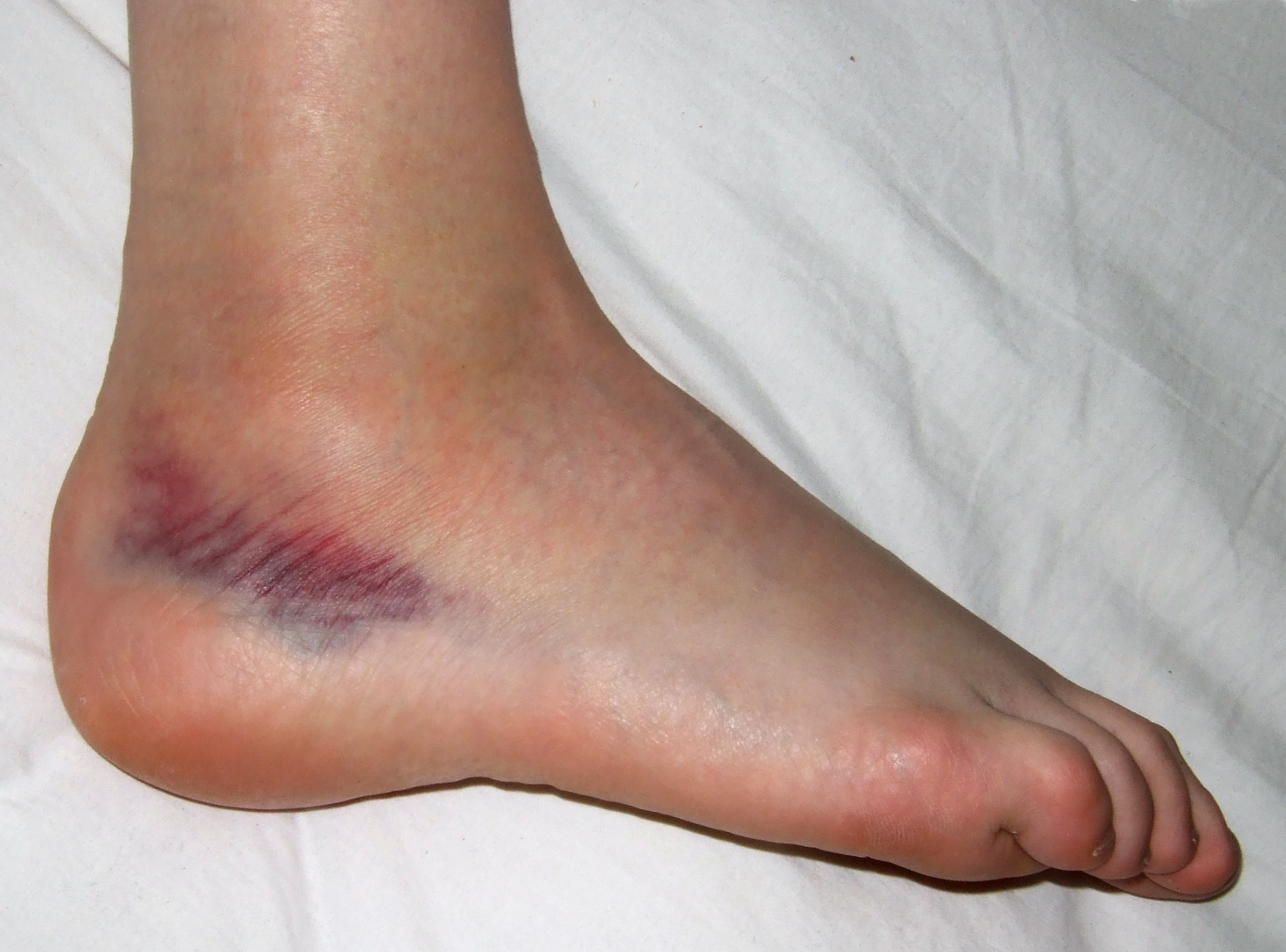
Verstuikte enkel

Verstuiking (distorsie) is in de geneeskunde de naam voor een gewrichtsletsel waarbij geen botbreuken zijn opgetreden maar wel een of meer banden, kapsels of ligamenten zijn gerekt, ingescheurd (partiële ruptuur) of doorgescheurd (ruptuur), echter niet in die mate dat er van ontwrichting sprake is, waarbij de vlakken van het gewricht niet meer stabiel tegen elkaar liggen. 
De meest frequente verstuikingen bij de mens zijn de enkel en de pols. De enkel kan in twee richtingen verstuiken - inversie en eversie. Een inversie ontstaat als de enkel naar buiten kantelt en de voet naar binnen draait en komt frequenter voor dan eversie. Hierdoor kunnen ligamenten spieren en botten van de buitenenkel beschadigd raken. Een synoniem voor verstuiking is verzwikking. Artsen gebruiken de Ottawa ankle rules-richtlijnen om  te beslissen of een bij patiënt met een verstuikte enkel een röntgenfoto nodig is om eventuele fracturen op te sporen.